# Saka guru

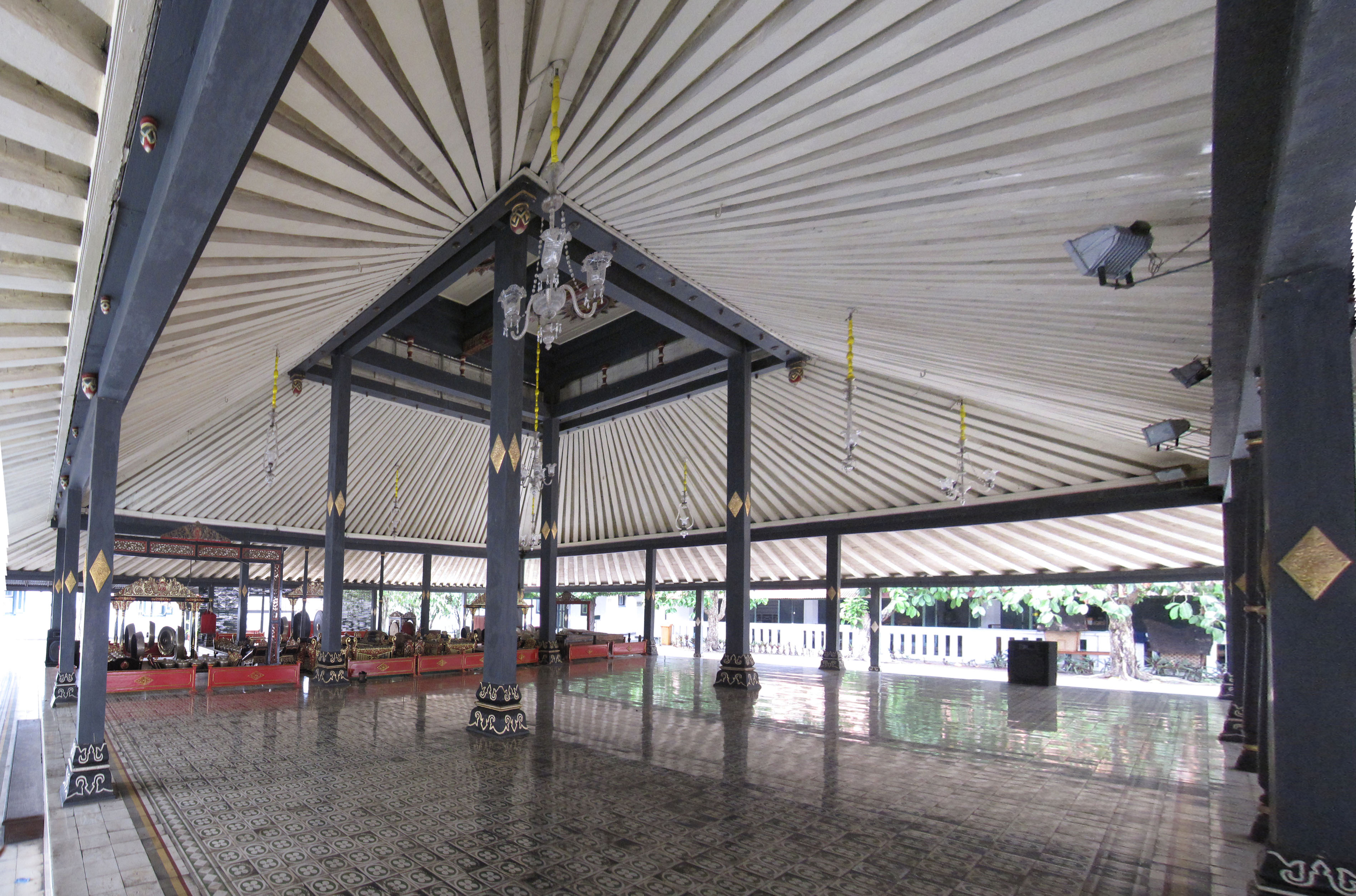
O saka guru de um pendopo no Kraton Yogyakarta.

Saka guru, ou soko guru em javanês, são os quatro principais postes que sustentam certos edifícios javaneses, por exemplo o pendopo, a casa propriamente dita e a mesquita. O saka guru é o elemento fundamental da arquitetura javanesa, porque suporta todo o telhado do edifício. Por causa de sua importância, o saka guru é envolto de simbolismos e tratado com certos rituais.

## Estrutura e construção
A construção do saka guru é empregada em edifícios construídos com telhados do tipo joglo ou tajug (piramidal). O telhado do tipo joglo é reservado apenas para a casa dos nobres, enquanto o telhado do tipo tajug é usado para apoiar os edifícios sagrados, por exemplo mesquitas ou templos. Na arquitetura javanesa, as paredes são apenas limites da sala e do exterior sem fins estruturais. As principais colunas/colunas estruturais de uma casa javanesa (o saka guru) sustentam diretamente o telhado e não a parede. Cada um desses quatro postes principais fica no topo de uma pedra trapezoidal tridimensional, que atua como uma transição entre o poste e a fundação. O tamanho de umpak varia de 20 x 20 cm² a mais de um metro quadrado, dependendo da dimensão dos postes, o que geralmente varia entre 12 x 12 cm² a 40 x 40 cm². Umpak impede o poste de madeira da infiltração das águas subterrâneas e reduz as forças horizontais causadas pelos terremotos.
Durante a construção do saka guru, o umpak do nordeste é a primeira pedra a ser colocada no local. Este é projetado para se parecer com uma
flor de padma. O próximo a ser colocado é o umpak do sudeste, seguido pelo noroeste e finalmente pelo sudoeste. Os postes de madeira são sempre colocados de acordo com a direção do crescimento das árvores. Depois que o saka guru é completamente erigido, à noite é realizada uma cerimônia de oferendas.
Após a conclusão de todo o procedimento de conexão, o saka guru é estável e pode suportar o telhado em cima dele. Duas ou três vigas paralelas se juntam ao poste no topo. Os postes podem suportar diretamente treliças do telhado ou vigas do telhado. No caso do joglo, os postes principais geralmente são encimados por dois conjuntos de pilhas de madeira escalonadas para dentro, sari tumpang e pilhas escalonadas para fora, elar. O número de etapas em um sari tumpang revela o status do proprietário.